# ケオカラヤー・カムンタラー
ケオカラヤー・カムンタラー（タイ語: แก้วกัลยา กมุลทะลา、ラテン文字転写: Kaewkalaya Kamulthala、1994年8月7日 - ）は、タイ王国の女子バレーボール選手。タイ王国代表。

## 来歴
カーラシン県出身。
2013年、タイ代表に初選出される。2014年、韓国で開催されたアジア競技大会では銅メダルを獲得した。2015年、アンダーカテゴリーの代表としてU-23世界選手権に出場した。
2018/19シーズンより日本のV.LEAGUE DIVISION1 WOMENのJTマーヴェラスで2年間プレーし、2019/20シーズンのリーグ優勝に貢献した。
2022年、ネーションズリーグに出場した。
2023年、ダイアモンドフード・ファインシェフの選手としてアジアクラブ選手権に出場し、ベストミドルブロッカー賞を受賞した。

## 球歴
- ネーションズリーグ - 2019年、2022年

## 所属クラブ
- Khonkaen Star VC（2009-2018年）
- JTマーヴェラス（2018-2020年）
- Khonkaen Star VC（2020-2021年）
- ダイアモンドフード・ファインシェフ（2021-2024年）
- Khonkaen Star VC（2024年-）

## 受賞歴
- 2023年 - アジアクラブ選手権 ベストミドルブロッカー賞